# Hanníbal vencedor contempla per primera vegada Itàlia des dels Alps

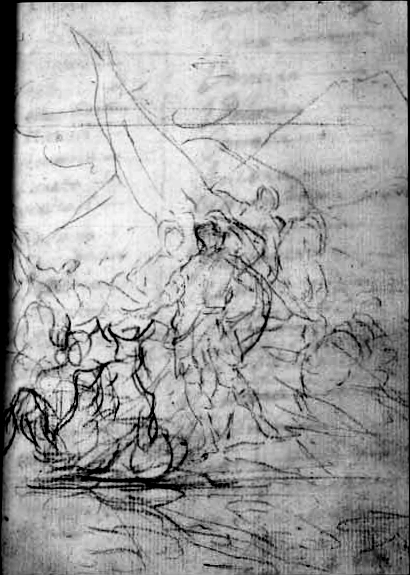
Apunt preparatori de quadre.

Hanníbal vencedor contempla per primera vegada Itàlia des dels Alps és un oli de tema històric que Francisco de Goya va presentar a un concurs de pintura convocat per l'Acadèmia de Parma el 29 de maig de 1770. L'obra es troba a la Fundació Selgas-Fagalde situada a El Pito (Cudillero, Astúries) i hi ha un model previ, també en tela, al Museu de Saragossa.
El 1770, Goya va marxar a Itàlia, sufragat el viatge pels seus propis mitjans, amb l'objectiu d'aprendre dels grans mestres italians. En una de les seves estades, a Parma, decideix presentar-se a un concurs el tema del qual era obligatori i consistia a representar en un quadre a «Annibale vincitore, che rimiro la prima volta dalle Alpi l'Italia» (Hanníbal vencedor contemplant per primera vegada Itàlia des dels Alps). Goya es va ajustar amb precisió a les detallades condicions proposades per la convocatòria de l'Acadèmia de Parma: 
| «                                                                               | Haurà de veure's Hanníbal disposat de tal manera que, alçant-se la visera del casc i tombant-se cap a un geni, que el pren de la mà, assenyali a la llunyania els bells camps de la Itàlia sotmesa, i en els seus ulls i en tot el seu rostre s'hi reflecteixin l'intern goig i la noble confiança en les seves properes victòries | » |
| — «Apunt preparatori del quadre Anníbal vencedor ...», a Quadern italià, p. 37. | |   |

En efecte, el quadre mostra a Hanníbal dret en actitud dinàmica, girat el cos cap a un àngel (o geni) que li assenyala el paisatge italià, tot i que l'espectador no el pot veure, des d'un turó rocós, mentre s'alça la visera de l'elm. Al seu costat esquerre hi ha un genet abanderat i després d'ell un cel ennuvolat del qual baixa la Victòria, amb la mà a la roda (possible al·lusió a la canviant Fortuna) que porta una corona de llorer. A l'extrem dret del quadre s'observa una part de la cavalleria d'Hanníbal que comença a baixar cap a la vall, i al fons, a l'esquerra, s'albira una batalla. En primer terme i d'esquena, contemplant i emmarcant la composició, apareix un robust cos humà amb un cap de bou, al·legoria del riu Po, que aboca un recipient d'on brollen les fonts d'aquest riu, com prescrivia la representació de la Llombardia a la figuració iconogràfica de Cesare Ripa. El vent mou la bandera blanca del cavaller i la capa d'Hanníbal.

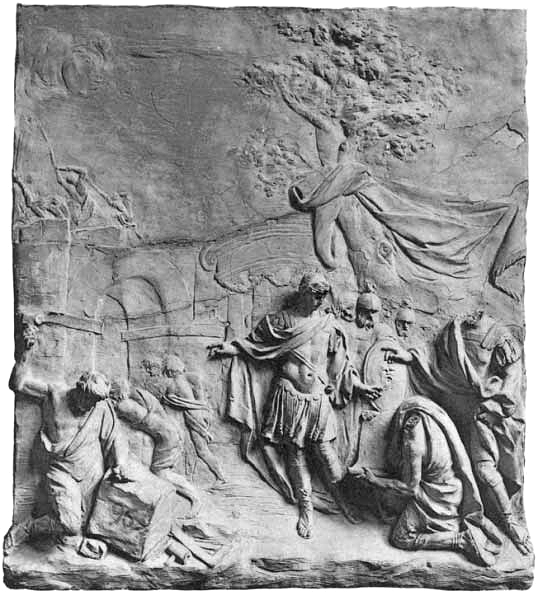
La construcció del pont d'Alcántara a Toledo (1766), de José Arias, va poder inspirar la composició i la figura d'Hanníbal.

La composició inicial va poder inspirar-se en el baix relleu de José Arias, La construcció del pont d'Alcántara a Toledo que l'autor havia presentat el 1766 al concurs de segona classe d'escultura convocat per la Real Academia de San Fernando, i que va obtenir el primer premi de la seva categoria. En aquest concurs, en la modalitat de pintura Goya va participar, pel que és molt probable que l'aragonès hagués pres apunts del relleu d'Arias i que després reutilitzaria en el disseny del personatge d'Hanníbal. Ambdues obres presenten moltes coincidències; fins i tot en la postura de Trajà que centra la composició de l'escultor i en les línies generals de la composició del quadre.

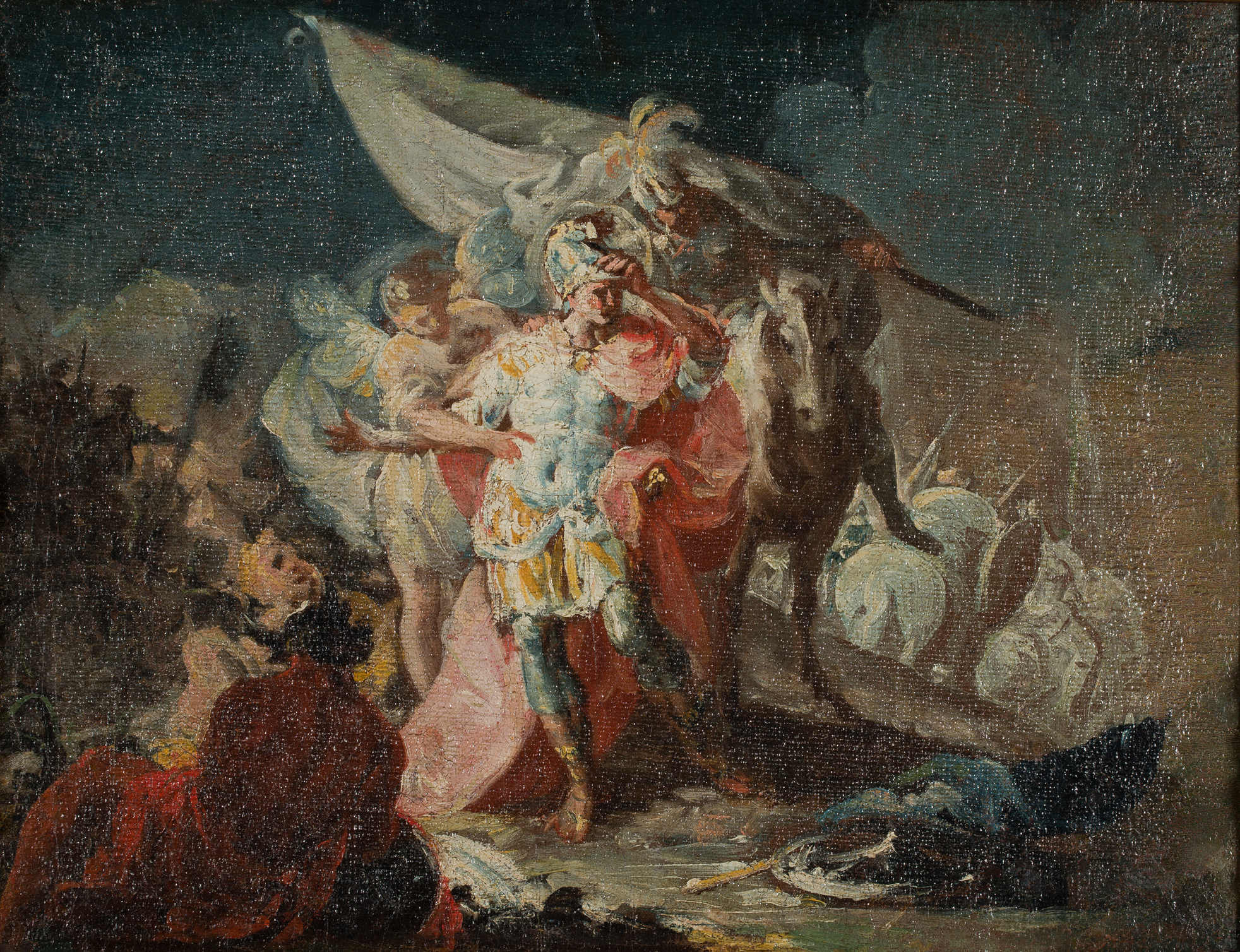
Esbós del quadre, en oli sobre tela, (30,5 × 38,5 cm). Museu de Saragossa.

Pel que fa al cromatisme, dominen els blaus suaus, els roses i el gris perla, el que s'ha vist com a expressió del caràcter clàssic i irreal de l'escena, que adquireix així tints heroics.
Si bé Goya no va guanyar el concurs, sí que va obtenir una menció especial del jurat, que li atribuïa una manca de realisme en el color i en el detall. No obstant això, l'obra mostra la perfecció que ja el 1770 havia aconseguit en tots els aspectes tècnics de la pintura a l'oli. Com a prova, la satisfactòria solució de l'extraordinària complexitat de composició que exigia el quadre que, a més a més, havia de mostrar la relació amb els successos passats i futurs en el moment representat a la vegada que havia de mostrar uns camps que necessàriament estaven a l'esquena de l'espectador de la tela. És testimoni, així mateix, de la mestria assolida en la qualitat en el dibuix, del qual són mostra els apunts que recull el Quadern italià, o l'hàbil ús de la veladura, el cromatisme de la llum rosada i la creació d'una impressió d'efectes atmosfèrics de gran riquesa.
Goya, a més, va aconseguir augmentar la invenció significatiu i intel·lectual de l'obra més enllà del que demanaven les bases de la competició, ja que va afegir la figura simbòlica de la Victòria i del riu Po, per aconseguir representar la geografia de la major part de les batalles que Hanníbal mantindria amb les legions romanas al·ludint, a més, als èxits, el resultat freqüent de la seva campanya militar.